# فورت ماكاي (ألبرتا)
فوت ماكاي هي قرية كندية في شمال ألبرتا من ضمن منطقة وودبفالو. تقع على طريق 63 على الضفة الغربي لنهر أتاباسكا على بعد 54 كلم من فورت ماكموراي وترتفع 260م عن سطح البحر.

## تاريخها
سميت تيمنا بالدكتور ويليمس موريسون ما كاي، أول رئيس لجمعية أطباء شمالي ألبرتا.

## اقتصادها
يتمحور اقتصادها على صناعات النفط الرملي التي يحاوطها من الشمال والجنوب.

## السكان
بحسب إحصائية 2012، كان عدد سكان فورت ماكاي 59 نسمة. وهناك 201 مسكن مستعمل من أصل 235 مسكن. وشهدت 7,9% زيادة في عدد السكان بين 2006 و2012. مساحة القرية هي 8,17 كلم مربع.

## قرى مجاورة
- فورت ماكموراي
- كونكلن
- أنزاك
- فورت تشيبوايان
- غريغوار لايك
- جنوب جانفيي، ألبرتاجنوب جانفيي
- سابري كريك
- درايبر
- فورت فيتزجيرالد
- بحيرات ماريانا

## إقراء أيضا
- قائمة مجتمعات ألبرتا
- قائمة قرى ألبرتا
- قائمة مجتمعات شمالي ألبرتا